# Инфекција
Инфекција подразумева активно или пасивно продирање изазивача болести (микроорганизама) и њихово задржавање и размножавање у организму домаћина (макроорганизма). Инфекцијом, страни организми покушавају да прилагоде домаћина (његове ћелије и делове ћелија) сопственом размножавању. Инфективни или патогени организми ометају нормално функционисање организма домаћина и могу довести до хроничних рана, гангрене, губитка инфицираног дела организма, па чак и смрти. Реакција домаћина на инфекцију је запаљење. У општем говору, под појмом патогена се подразумева микроскопски организам, иако је стварна дефиниција много шира и укључује бактерије, паразите, гљивице, вируси, прионе и вироиде.